# Schistidium latifolium
Schistidium latifolium là một loài Rêu trong họ Grimmiaceae. Loài này được (J.E. Zetterst.) Weim. mô tả khoa học đầu tiên năm 1937.